# NGC 6136
NGC 6136 est une galaxie spirale située dans la constellation du Dragon. Sa vitesse par rapport au fond diffus cosmologique est de 8 868 ± 63 km/s, ce qui correspond à une distance de Hubble de 130,8 ± 9,2 Mpc (∼427 millions d'al). NGC 6136 a été découverte par l'astronome américain Lewis Swift en 1886.